# Ewa Farna
Ewa Farna (rođena 12. kolovoza 1993.) poljsko-češka je pjevačica, glumica, model. Objavila je pet studijskih albuma na poljskom i četiri češka jezika te za njih dobila platinaste i zlatne certifikate, kako u Poljskoj, tako i u Češkoj. Farna je najmlađa komercijalno uspješna pjevačica u Češkoj. Bila je sutkinja češko-slovačkog SuperStara 2013., X Factor-a (Poljska) 2014., a trenutno je sutkinja za Idol (Poljska).

## Biografija
Farna je rođena 12. kolovoza 1993. u poljskoj obitelji koja je živjela u selu Vendryně u blizini mjesta Třinec, Češka. Pohađala je poljsku osnovnu školu u Vendryněu, pet godina umjetničku školu i poljsku gimnaziju u Češkom Tešinu. Također je pohađala plesnu školu i naučila svirati klavir. Farna je prvi put privukla pažnju nakon pobjede na lokalnim natjecanjima talenata i u Češkoj i u Poljskoj 2004. i 2005. Nakon što ju je otkrio producent Lešek Wronka, izdala je svoj debitantski album "Měls mě vůbec rád" 2006. godine. Nagrada ("Otkriće godine") 2006. u nacionalnoj glazbenoj anketi "Český slavík" ("Češki slavuj"). Njezin drugi album "Ticho", koji je zauzeo drugo mjesto u Češkoj, i poljska verzija njenog debitantskog albuma, "Sam na Sam", objavljeni su 2007. Nakon turneje, koncertni DVD "Blíž ke hvězdám" postao je najprodavaniji glazbeni DVD iz 2008. u Češkoj. Početkom 2009. godine, poljska verzija njezina drugog albuma objavljena je pod nazivom Cicho. Također, 2010. Ewa je uključena u jednu epizodu "Hela w opalach".
Njezin sljedeći album "Virtuální" objavljen je 26. listopada 2009., a turneja "Buď Virtuální" od 2009. do 2010. započela je 3. studenog 2009. u Brnu, a zatvorena u Pragu 6. prosinca 2009. Međunarodni dio turneje također je obuhvatio Poljsku i Slovačku. 2010. godine objavljen je Farnin poljski album "EWAkuacja". Album je dobio brojne nagrade, uključujući nagrade "Viva comet 2011." pojedinačno i za cijeli album. Singlovi s albuma "EWAkuacja" su: "Ewakuacja", "Bez Lez" i, kasnije 2011. godine, "Nie przegap". 2011. bila je godina Ewinog 18. rođendana, pa su održani rođendanski koncerti, jedan u Češkoj, s DVD-om "18 Live", a drugi u Poljskoj s DVD-om "Live, niezapomniany koncert urodzinowy". U listopadu 2013. godine, Farnin glavni povratak s albumom "(W) Inna?" izazvao je zbunjenost. Mnogi su naslov krivo smatrali referencom na Farninu prometnu nesreću 2012. godine. U 2014. godini objavljen je češki singl Eve "Leporelo", zajedno s video spotom i pjesmom "Lesek" o njezinom menadžeru Leseku Wronki. Dana, 12. siječnja 2018. pjevala je "Nikad dosta" s Loren Allred. Imala je koncert 2018. u Tel Avivu, Izrael.

### Prometna nesreća
Dana, 22. svibnja 2012. Ewa Farna imala je prometnu nesreću automobilom između gradova Třinec i Vendryně. Pretrpjela je samo manje ogrebotine. Prema alkotestu, vozila je pod utjecajem alkohola, s udjelom alkohola u krvi manjim od 1‰. Dan ranije slavila je polaganje mature i zaspala za volanom. Za to je krivila iscrpljenost prouzročenu jednotjednim trčanjem prije ispita.

### Nacionalnost
Ewa Farna potječe iz domoljubne poljske obitelji iz sela Vendryně (poljski; Wędrynia) u regiji Zaolzie. Njezin otac Tadeusz glazbenik je u regionalnim poljskim folklornim skupinama. Farna ima dvojno poljsko-češko državljanstvo, iako je mnogo puta izjavila da se osjeća "ponosnom Poljakinjom". Sudjelovala je energično u kampanji za prava poljske manjine u Češkoj, često surađujući s Kongresom Poljaka u Češkoj.

## Diskografija i ljestvice

### Albumi
| Naslov            | Detalji albuma                                                                                                | Pozicija na ljestvici | Pozicija na ljestvici | Certifikacije      |
| Naslov            | Detalji albuma                                                                                                | CZE                   | POL                   | Certifikacije      |
| ----------------- | --- | --------------------- | --------------------- | ------------------ |
| Měls mě vůbec rád | - Objavljen: 6. studenoga 2006. - Label: Universal Music Czech Republic - Formati: CD, digital download       | 3                     | —                     | - CZE: Platinum    |
| Ticho             | - Objavljen: 1. listopada 2007. - Label: Universal Music Czech Republic - Formati: CD, digital download       | 2                     | —                     | - CZE: Platinum    |
| Sam na sam        | - Objavljen: 9. studenoga 2007. - Label: Universal Music Poland - Formati: CD, digital download               | —                     | —                     | - POL: Gold        |
| Blíž ke hvězdám   | - Objavljen: 10. studenoga 2008. - Label: Universal Music Czech Republic - Formati: CD, DVD, digital download | 4                     | —                     | - CZE: Platinum    |
| Cicho             | - Objavljen: 9 ožuja 2009. - Label: Magic Records - Formati:; CD, digital download                            | —                     | 16                    | - POL: 2× Platinum |
| Virtuální         | - Objavljen: 26. listopada 2009. - Label: Universal Music Czech Republic - Formati: CD, digital download      | 3                     | —                     | - CZE: Gold        |
| EWAkuacja         | - Objavljen: 5. studenoga 2010. - Label: Magic Records - Formati: CD, digital download                        | —                     | 8                     | - POL: Platinum    |
| Live              | - Objavljen: 14. studenoga 2011. - Label: Magic Records - Formati: CD, DVD, digital download                  | —                     | 14                    | - POL: Gold        |
| 18 Live           | - Objavljen: 28. studenoga 2011. - Label: Universal Music Czech Republic - Formati: CD, DVD, digital download | 6                     | —                     | —                  |
| (W)INNA?          | - Objavljen: 21. listopada 2013. - Label: Magic Records - Formati: CD, digital download                       | —                     | 7                     | - POL: Gold        |
| Leporelo          | - Objavljen: 7. studenoga 2014. - Label: Universal Music Czech Republic - Formati: CD, digital download       | 11                    | —                     | —                  |
| Inna              | - Objavljen: 6. studenoga 2015. - Label: Magic Records - Formati: CD, digital download                        | —                     | 7                     | —                  |

### Singlovi
| Naslov                      | Godina | Najviša pozicija na ljestvici | Najviša pozicija na ljestvici | Najviša pozicija na ljestvici | Certifikacije      | Album                         |
| Naslov                      | Godina | CZE                           | POL                           | SVK                           | Certifikacije      | Album                         |
| --------------------------- | ------ | ----------------------------- | ----------------------------- | ----------------------------- | ------------------ | ----------------------------- |
| "Měls mě vůbec rád"         | 2006.  | 3                             | —                             | —                             |                    | Měls mě vůbec rád             |
| "Zapadlej krám"             | 2007.  | 24                            | —                             | 76                            |                    | Měls mě vůbec rád             |
| "Ticho"                     | 2007.  | 15                            | —                             | 35                            |                    | Ticho                         |
| "La la laj" (Czech version) | 2007.  | 8                             | —                             | —                             |                    | Ticho                         |
| "Tam gdzie nie ma dróg"     | 2007.  | —                             | —                             | —                             |                    | Sam na sam                    |
| "Jaký to je"                | 2008.  | 6                             | —                             | —                             |                    | Ticho                         |
| "Cicho"                     | 2009.  | —                             | —                             | —                             |                    | Cicho                         |
| "Dmuchawce, latawce, wiatr" | 2009.  | —                             | —                             | —                             |                    | Cicho                         |
| "Toužím"                    | 2009.  | 14                            | —                             | 35                            |                    | Virtuální                     |
| "Ty jsi král"               | 2009.  | —                             | —                             | —                             |                    | Virtuální                     |
| "La la laj" (na poljskom)   | 2010.  | —                             | —                             | —                             |                    | Cicho                         |
| "Maska"                     | 2010.  | 57                            | —                             | —                             |                    | Virtuální                     |
| "Ewakuacja"                 | 2010.  | —                             | 1                             | —                             |                    | EWAkuacja                     |
| "Bez łez"                   | 2011.  | —                             | —                             | —                             |                    | EWAkuacja                     |
| "Nie przegap"               | 2011.  | —                             | 3                             | —                             |                    | EWAkuacja                     |
| "Znak"                      | 2013.  | —                             | 3                             | —                             |                    | (W)INNA?                      |
| "Ulubiona rzecz"            | 2013.  | —                             | —                             | —                             |                    | (W)INNA?                      |
| "Leporelo"                  | 2014.  | 10                            | —                             | —                             |                    | Leporelo                      |
| "Tajna misja"               | 2014.  | —                             | 9                             | —                             |                    | (W)INNA?                      |
| "Z nálezů a krás"           | 2014.  | 59                            | —                             | —                             |                    | Leporelo                      |
| "Rutyna"                    | 2015.  | —                             | —                             | —                             |                    | (W)INNA?                      |
| "Tu"                        | 2015.  | —                             | 17                            | —                             | - POL: Platinum    | Inna                          |
| "Na ostří nože"             | 2016.  | 55                            | —                             | —                             |                    | Singl bez albuma              |
| "Na ostrzu"                 | 2016.  | —                             | 3                             | —                             | - POL: Gold        | Inna                          |
| "Všechno nebo nic"          | 2016.  | 96                            | 42                            | 4                             |                    | Všechno nebo nic(soundtrack)  |
| "Wszystko albo nic"         | 2017.  | —                             | 10                            | —                             | - POL: 2× Platinum | Wszystko albo nic(soundtrack) |
| "Bumerang" (Polish version) | 2017.  | —                             | 7                             | —                             |                    | Singlovi bez albuma           |
| "Bumerang" (na češkom)      | 2017.  | —                             | —                             | —                             |                    | Singlovi bez albuma           |
| "Vánoce na míru"            | 2017.  | 8                             | —                             | —                             |                    | Singlovi bez albuma           |
| "Interakcja"                | 2018.  | —                             | 26                            | —                             |                    | Singlovi bez albuma           |
| "Málo se známe"             | 2018.  | —                             | —                             | —                             |                    | Singlovi bez albuma           |

### Ostale pjesme
| Naziv                                        | Godina | Najviša Pozicija na ljestvici | Najviša Pozicija na ljestvici | Album                  |
| Naziv                                        | Godina | CZE                           | POL                           | Album                  |
| -------------------------------------------- | ------ | ----------------------------- | ----------------------------- | ---------------------- |
| "Oto ja" (pjevao i Jakub Molęda)             | 2008.  | —                             | —                             | Camp Rock soundtrack   |
| "Stejný cíl mám dál" (pjevao i Jan Bendig)   | 2010   | —                             | —                             | Camp Rock 2 soundtrack |
| "Nie zmieniajmy nic" (pjevao i Jakub Molęda) | 2010   | —                             | —                             | Camp Rock 2 soundtrack |

## Nagrade
2008
- Nagrada "Srebrne Spinki" koju je dodijelio generalni konzul Poljske Republike u Ostravi za glazbene uspjehe i promicanje poljske manjine iz Zaolzie.

2009
- 1. mjesto na festivalu Opole (Superjedynki): album godine - "Cicho"
- 1. mjesto na festivalu u Sopotu: Poljski hit ljeta - "Cicho"